# Campionati europei di corsa in montagna 2011
I XVII Campionati europei di corsa in montagna si sono disputati a Bursa-Uludag, in Turchia, il 10 luglio 2011 con il nome di European Mountain Running Trophy 2011. Il titolo maschile è stato vinto da Ahmet Arslan, quello femminile da Martina Strähl.

## Uomini Seniores
Individuale
| Pos.    | Atleta               | Nazione     | Tempo    |
| ------- | -------------------- | ----------- | -------- |
| Oro     | Ahmet Arslan         | Turchia     | 58'08"   |
| Argento | Gabriele Abate       | Italia      | 58'40"   |
| Bronzo  | Bernard Dematteis    | Italia      | 59'41"   |
| 4       | Suleyman Buyukbezgin | Turchia     | 59'56"   |
| 5       | Alex Baldaccini      | Italia      | 1h00'25" |
| 6       | Jones Andy           | Regno Unito | 1h00'39" |
| 7       | Anders Kleist        | Svezia      | 1h00'47" |
| 8       | Georges Burrier      | Francia     | 1h01'03" |
| 9       | David Schneider      | Svizzera    | 1h01'07" |
| 10      | Robert Krupicka      | Rep. Ceca   | 1h01'26" |

Squadre
| Pos.    | Squadra | Punti |
| ------- | ------- | ----- |
| Oro     | Italia  | 10    |
| Argento | Turchia | 32    |
| Bronzo  | Francia | 36    |

## Uomini Juniores
Individuale
| Pos.    | Atleta                | Nazione   | Tempo  |
| ------- | --------------------- | --------- | ------ |
| Oro     | Nuri Komur            | Turchia   | 43'08" |
| Argento | Anmez Dagos           | Turchia   | 43'12" |
| Bronzo  | Murat Orkan           | Turchia   | 43'40" |
| 4       | Gheorgy Szabolcs I.   | Romania   | 45'27" |
| 5       | Anton Palzer          | Germania  | 45'41" |
| 6       | Mnir Koclardan        | Turchia   | 45'58" |
| 7       | Matej Travnicek       | Rep. Ceca | 46'24" |
| 8       | Stanislav Mokin       | Russia    | 46'36" |
| 9       | Jean-Baptiste Salamin | Svizzera  | 46'48" |
| 10      | Enrico Lembo          | Italia    | 47'00" |

Squadre
| Pos.    | Squadra   | Punti |
| ------- | --------- | ----- |
| Oro     | Turchia   | 6     |
| Argento | Rep. Ceca | 39    |
| Bronzo  | Italia    | 43    |

## Donne Seniores
Individuale
| Pos.    | Atleta                  | Nazione     | Tempo  |
| ------- | ----------------------- | ----------- | ------ |
| Oro     | Martina Strähl          | Svizzera    | 48'44" |
| Argento | Antonella Confortola    | Italia      | 49'09" |
| Bronzo  | Lucija Krkoc            | Slovenia    | 49'24" |
| 4       | Valentina Belotti       | Italia      | 49'40" |
| 5       | Marina Ivanova          | Russia      | 49'57" |
| 6       | Pavla Matyasova-Schorna | Rep. Ceca   | 50'10" |
| 7       | Alex.Frumuz Cristina    | Romania     | 50'20" |
| 8       | Bernadette Meier        | Svizzera    | 50'22" |
| 9       | Kirsten Melkevik        | Norvegia    | 50'34" |
| 10      | Emma Clayton            | Regno Unito | 50'53" |

Squadre
| Pos.    | Squadra  | Punti |
| ------- | -------- | ----- |
| Oro     | Italia   | 22    |
| Argento | Russia   | 28    |
| Bronzo  | Svizzera | 38    |

## Donne Juniores
Individuale
| Pos.    | Atleta                  | Nazione    | Tempo  |
| ------- | ----------------------- | ---------- | ------ |
| Oro     | Denisa Dragomir         | Romania    | 21'50" |
| Argento | Yasemin Can             | Turchia    | 22'00" |
| Bronzo  | Sevilay Eytemis         | Turchia    | 22'46" |
| 4       | Susanne Mair            | Austria    | 22'54" |
| 5       | Rebeca Rus              | Romania    | 23'31" |
| 6       | Sonia Pinto             | Portogallo | 23'45" |
| 7       | Ekaterina Ivonina       | Russia     | 23'46" |
| 8       | Zeynep Atalay           | Turchia    | 23'46" |
| 9       | Jana Hinterholzingerova | Rep. Ceca  | 23'48" |
| 10      | Matea Parlov            | Croazia    | 23'50" |

Squadre
| Pos.    | Squadra | Punti |
| ------- | ------- | ----- |
| Oro     | Turchia | 5     |
| Argento | Romania | 6     |
| Bronzo  | Austria | 16    |

## Medagliere
| Posizione | Paese     | Oro | Argento | Bronzo | Totale |
| --------- | --------- | --- | ------- | ------ | ------ |
| 1         | Turchia   | 4   | 3       | 2      | 9      |
| 2         | Italia    | 2   | 2       | 2      | 6      |
| 3         | Romania   | 1   | 1       | 0      | 2      |
| 4         | Svizzera  | 1   | 0       | 1      | 2      |
| 5         | Rep. Ceca | 0   | 1       | 0      | 1      |
| 5         | Russia    | 0   | 1       | 0      | 1      |
| 7         | Austria   | 0   | 0       | 1      | 1      |
| 7         | Francia   | 0   | 0       | 1      | 1      |
| 7         | Slovenia  | 0   | 0       | 1      | 1      |